# Караджаллы (Джебраильский район)
Караджаллы (азерб. Qaracallı) — село в Баляндской административно-территориальной единице Джебраильского района Азербайджана, расположенное в Гёянской степи, в 9 км к северу от города Джебраил.

## Топонимика
Название села связано с кенгерлинским племенем караджаллы, которое и основало село.

## История
Село было основано кенгерлинским племенем караджаллы, которое было поселено в Карабахе из Нахичевани карабахским ханом Панах Али-ханом в XVIII веке.
В годы Российской империи село Караджала входило в состав Джебраильского уезда Елизаветпольской губернии.
В советские годы село входило в состав Джебраильского района Азербайджанской ССР. В результате Первой карабахской войны в августе 1993 года перешло под контроль непризнанной Нагорно-Карабахской Республики.
9 октября Президент Азербайджана Ильхам Алиев заявил об «освобождении от оккупации» войсками Азербайджана ряда населённых пунктов: населённого пункта Гадрут в Нагорном Карабахе и сёл Чайлы Тертерского района, Кышлак, Караджаллы, Эфендиляр, Сулейманлы Джебраильского района, Цур Ходжавендского района, Юхары Гюзляк и Гёразыллы Физулинского района. Алиев назвал это исторической победой.

## Население
По данным «Свода статистических данных о населении Закавказского края, извлеченных из посемейных списков 1886 года» в селе Караджала Сулейманлинского сельского общества Джебраильского уезда было 46 дымов и проживало 246 азербайджанцев (указаны как «татары»), которые были суннитами по вероисповеданию и крестьянами.
По данным «Кавказского календаря» 1912 года в селе Караджаллу жило 560 человек, в основном азербайджанцев, указанных в календаре как «татары».